# قلب من بارها و بارها می‌گوید
قلب من بارها و بارها می‌گوید (به هندی: Kehtaa Hai Dil Baar Baar) و (به انگلیسی: My Heart Says it over and over) فیلمی هندی محصول سال ۲۰۰۲ و به کارگردانی راهول دولاکیا است. در این فیلم بازیگرانی همچون جیمی شرگیل، کیم شارما، پارش راوال و جانی لور ایفای نقش کرده‌اند.